# Joan Blondell
Rose Joan Blondell, född 30 augusti 1906 i New York i New York, död 25 december 1979 i Santa Monica i Kalifornien (leukemi), var en amerikansk skådespelare och fotomodell.

## Biografi
Blondell föddes i en varietéfamilj i New York. Hon tillbringade sin barndom med att turnera runt i USA, Europa, Kina och Australien och uppträdde i varietéer tillsammans med sina föräldrar. Hon vann en skönhetstävling som Miss Dallas och fick roller på Broadway, bland annat i musikalen Penny Arcade, där hon spelade mot James Cagney. Hon och Cagney kom till Hollywood i början av 1930-talet och spelade in ett flertal filmer med varandra, bland andra Sinners' Holiday och Public Enemy - samhällets fiende nr 1.
Blondell var gift tre gånger, bland annat åren 1936–1945 med skådespelaren Dick Powell och 1947–1950 med filmproducenten Michael Todd.
Hon blev Oscarnominerad för bästa kvinnliga biroll för sin roll som Annie Rawlins i Blå slöjan (1951). Hon har en stjärna för insatser inom film på Hollywood Walk of Fame vid adressen 6311 Hollywood Blvd.

## Filmografi
- 1930 – Kontorshustrun
- 1930 – Sinners' Holiday

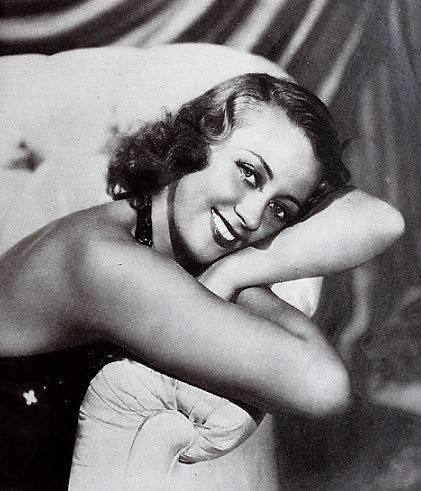
Joan Blondell 1938.

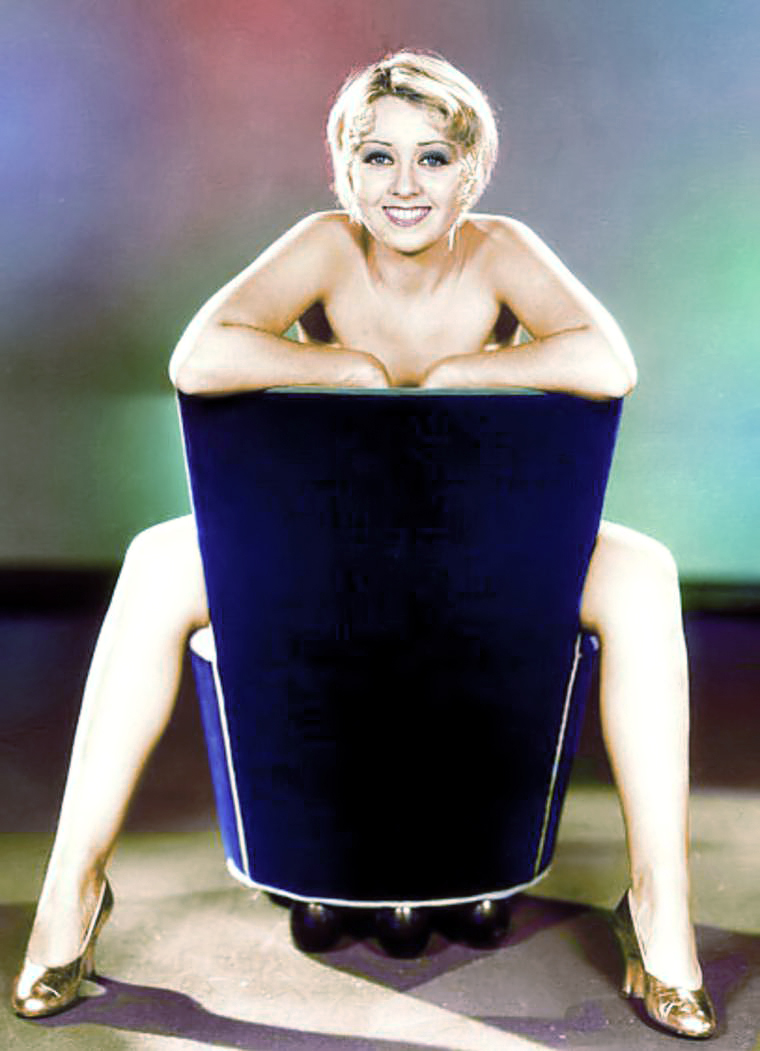
Joan Blondell 1932.

- 1931 – Public Enemy - samhällets fiende nr 1
- 1931 – Other Men's Women
- 1931 – Night Nurse
- 1931 – Blonde Crazy
- 1931 – God's Gift to Women
- 1931 – The Reckless Hour
- 1931 – Millie
- 1931 – Mitt förflutna
- 1931 – Illicit
- 1932 – Sensationernas män
- 1932 – Hans hustrus brott
- 1932 – The Greeks Had a Word for Them
- 1932 – Big City Blues
- 1932 – The Famous Ferguson Case
- 1932 – Fasornas hus
- 1932 – Gentleman för en dag
- 1932 – Make Me a Star
- 1933 – Gold Diggers 1934
- 1933 – Footlight Parade
- 1933 – Lawyer Man
- 1933 – Hur ska detta sluta?
- 1933 – Blondie Johnson
- 1933 – Broadway Bad
- 1934 – Brott på linjen
- 1934 – Oss millionärer emellan
- 1934 – He Was Her Man
- 1934 – Smarty
- 1935 – Sångaren från Venedig
- 1935 – Fröken Provryttare
- 1936 – Samhällets rovriddare
- 1936 – Gold Diggers 1937
- 1936 – Three Men on a Horse
- 1936 – Han stod i rök och damm
- 1937 – Den fulländade mannen
- 1937 – Mr. Dodds affärer
- 1939 – Den förbluffande Mr. Williams
- 1939 – En flicka på väg till Paris
- 1941 – En förbryllande natt
- 1942 – Lady For A Night
- 1943 – Kvinnor vid fronten
- 1945 – Det växte ett träd i Brooklyn
- 1945 – Äventyr
- 1947 – Mardrömsgränden
- 1947 – The Corpse Came C.O.D.
- 1947 – Christmas Eve
- 1950 – Änglar på vift
- 1951 – Blå slöjan
- 1956 – Oss kvinnor emellan
- 1957 – Åh, en sån karl
- 1957 – Kvinnans svaga punkt
- 1957 – Kanske i kväll
- 1961 – Angel Baby
- 1964 – Hjältar utan byxor
- 1965 – Cincinnati Kid
- 1966 – U.N.C.L.E och bröderna stiletto
- 1966 – Brännmärkt för livet
- 1967 – Den vildaste, vilda, vilda västern
- 1967 – Winchester 73
- 1968 – Elvis - vildast i västern
- 1971 – Latigo
- 1976 – Death at Love House
- 1977 – Premiärkvällen
- 1978 – Grease
- 1978 – Kärlek ombord (TV-serie)
- 1979 – Fantasy Island (TV-serie)
- 1979 – The Glove
- 1979 – Utmaningen